# Кунтий Олег Богданович
Олег Богданович Кунтий  (народився 18 березня 1985 р.) — український диригент, аранжувальник, лауреат всеукраїнських та міжнародних конкурсів, засновник ансамблів, диригент Національного академічного оркестру народних інструментів України.

## Біографія
Олег Богданович Кунтий– народився 18 березня 1985 р. в м. Рівне. У 2004 році з відзнакою закінчив Львівське державне музичне училище ім. С. П. Людкевича (Львівський музичний фаховий коледж ім. С. П. Людкевича) по класу баяна у Говдиша І. М., клас диригування Белінської М. Р. За час навчання став лауреатом всеукраїнських  конкурсів, за що був удостоєний стипендії імені В. М. Чорновола. У 2009 році закінчив Львівську національну музичну академію ім. М. Лисенка (клас баяна Кужелєв Д. О., клас диригування Чурашко І. П.). За час навчання в музичній академії став лауреатом всеукраїнських та міжнародних конкурсів.
Роки навчання ознаменовані першими творчими та організаторськими здобутками. Створив та очолив ансамблі «Pro-et-contra» (2008 р.) та «Гердан» (2010 р.), в творчому доробку яких різножанрові твори в аранжуванні Олега Кунтого.
Важлива роль у формуванні, як митця та диригента належить композитору, професору, диригенту, народному артисту України, лауреату Державної премії ім. Тараса Шевченка — Віктору Гуцалу.
З 2013 р. — диригент  Національного академічного оркестру народних інструментів України.
За плечима диригента співпраця з Олегом Скрипкою(лідер гурту «Воплі Відоплясова»), Віктором Бронюком (лідер гурту «Тік»), українськими рок-гуртами «Друга Ріка» та «Нумер 482», народною артисткою України, лауреаткою Державної премії ім. Т. Шевченка Ніною Матвієнко, народними артистами України Ігорем Борком та Ольгою Чубаревою, народним артистом України Віктором Павліком, співаками Христиною Соловій та Павлом Табаковим, скрипалем-віртуозом Олександром Божиком, цимбалістом Петром Сказківим, сопілкарем-віртуозом Олесем Журавчаком, українським композитором, виконавцем Іваном Тараненком.
Шестикратний лауреат шоу «Битва Оркестрів», диригент музичного фентезі-шоу «Володарі стихій» та музичного проект «Гуц and roll».
Лауреат Всеукраїнського конкурсу баяністів «Провесінь» м. Кіровоград (Кропивницький) 2003 р.
Лауреат І премії міжнародного конкурсу баяністів-акордеоністів «Perpetuum mobile» м. Дрогобич 2009 р.
Член журі II Відкритого конкурсу диригентів оркестрів народних інструментів серед студентів вищих навчальних закладів І-ІІ рівнів акредитації (2018 р.)

## Творча діяльність

### Аранжування та адаптація для НАОНІ
1. AC/DC — «Highway to hell»
2. R. Straus — «Allerseelen»
3. Pink Floyd — «Another Brick in the Wall»
4. Quirino Mendoza y Cortés — Cielito Lindo(адаптація для НАОНІ)
5. Програма з Dj Slap
6. Річард Чіз — «Gangnam style»
7. М. Рубченко — «Green Land»
8. М. Рубченко — «That Was Dragons»
9. М. Рубченко — «Плине кача»
10. М. Рубченко — «Folky tune»
11. M. Рубченко — «The Place Where»
12. М. Рубченко — «World of Home»
13. Ендрю Ллойд Веббер — «Jesus Christ Superstar»(адаптація для НАОНІ)
14. A. Pizzolla — «Libertango» (адаптація для НАОНІ)
15. Loreen — «Euphoria»
16. Emmelie de Forest — «OnlyTeardrops»
17. С. Біксіо — «Parlami Damore Mariu»
18. The Prodigy — «Voodoo people»
19. Punjobi
20. Ray Parker — «Ghost busters»
21. Lu Qiming — «Red Flag Ode»(адаптація для НАОНІ)
22. Вірменський народний танець — «Tonakan»(адаптація)
23. Обробка української народної пісні — «Ой, верше мій, верше»
24. Руслана Лоцман — Батальйон «Маруся»
25. Й. Штраус — «Вальс Віденського лісу»(адаптація)
26. Е. Догі — Вальс з кінофільму «Мой ласковий и нежний зверь»(адаптація)
27. П. Чайковський — «Вальс квітів»(адаптація)
28. С. Вакарчук — «911»
29. «Воплі Відоплясова»— «А-я-яй»
30. «Воплі Відоплясова»— «Весна»
31. «Воплі Відоплясова»— «Галелуя»
32. «Воплі Відоплясова»— «Галю, виходь»
33. «Воплі Відоплясова»— «Голубка»
34. «Воплі Відоплясова»— «Ковалю»
35."Воплі Відоплясова" — «Країна Мрій»
36. «Воплі Відоплясова» — «Ладо»
37. «Воплі Відоплясова» — «Музика дика»
38. «Воплі Відоплясова» — «Не питай»
39."Воплі Відоплясова" — «Несе Галя воду»
40."Воплі Відоплясова" — «Ой у вишневому саду»
41. «Воплі Відоплясова»— «Пісенька»
42. «Воплі Відоплясова»— «Рай»
43. «Воплі Відоплясова»— «Розпрягайте хлопці коней»
44. «Воплі Відоплясова»— «Світ»
45"Воплі Відоплясова"  — «Дібровонька»
46. «Воплі Відоплясова» — «Нову зима»
47.  «Воплі Відоплясова»— «Чіо сан»
48. «Воплі Відоплясова»–"Щедрик"
49. В.Висоцький — «Диалог у телевизора»
50. В. Висоцький — «На большом Каретном»
51. В. Висоцький — «Моя циганочка»
52. В. Висоцький — «Она бьіла в Париже»
53. В. Мужчіль — «Вперед, в нове тисячоліття»(адаптація)
54. В. Харчишин(гурт «Друга ріка») — «Впусти мене»
55. В. Харчишин(гурт «Друга ріка») — «Математика»
56. В. Харчишин(гурт «Друга ріка») — «Засинай»
57. В. Харчишин(гурт «Друга ріка») — «Так мало тут тебе»
58. Обробка народної пісні — «Гей, соколи!»
59. Гімн Китаю (адаптація)
60. Л. Деліб — «Дует квітів»(з опери «Лакме»)(адаптація)
61. Гурт 482 — «Добрий ранок, Україно»
62. Гурт «Друже, музико» — «Будь з нами, будь українцем»
63. Гурт «Друже, музико» — «На чорних номерах»
64. Гурт «Друже, музико» — «Українські отамани»
65. Обробка пісні О. Пономарьова — «З ранку до ночі»
66. Jacques Offenbach — «Can-can» (адаптація)
67. Сергій Кузін — «Капец любви»
68. А. Вівальді — «Коли коханий поруч»
69. Й. Кишакевич — «Колискова для Ісуса»
70. Г. Матвіїв — «Foretast»
71. Г. Матвіїв — «The Walk»
72. муз. М. Лисенка, сл. Т. Шевченка — «Мені однаково»
73. муз. І. Кириліна, сл. Олійник — «Михайлівські дзвони»
74. John Williams — «Somewhere in my memory» (саудтрек з кінофільму «Один
дома»)(адаптація)
75. І. Тараненко — «Ой, знесли-звезли»(адаптація)
76. В. Павлік — «Ой мамо, Шикидим»(адаптація)
77. Обробка в'язанок українських народний мелодій — «Ой, піду я»
78. Depeche Mode — «Personal Jesus»
79. Л. Ардіті — Вальс «Поцілунок»
80. M. Валенте і Е. Тальяферрі — «Пристрасть»
81. С. Прокоф'єв — «Монтеккі і Капулетті» (з сюїти «Ромео і Джульєта»)(адаптація)
82. С. Рахманінов — Арія Франчески з опери «Франческа Да Ріміні»
83. Китайська пісня «Осінь» із сюїти «Моя Батьківщина»
84. Чень Лєчанг — Рапсодія «Сайхейська» (Адаптація)
85. Китайська народна пісня — «Жасмин»
86. Китайська народна пісня — «Кан Тинь»
87. А. Кузьменко — «Спи собі сама»
88. Гурт «Тік»- «Meine liebe»
89. Гурт «Тік» — «Serogene Pirigene»
90. Гурт «Тік» — «Алкоголізм»
91. Гурт «Тік» — «Баби»
92. Гурт «Тік» — «Біла хмара, чорна хмара»
93. Гурт «Тік» — «Білі троянди»
94. Гурт «Тік» — «Вчителька»
95. Гурт «Тік» — «Олені»
96. М. Скорик — «Три трембіти»
97. Христина Соловій — «Тримай»
98. Ф. Чілеа — Арія Адріенни з опери «Адріенна Лекуврер»(Адаптація)
99. О. Чухрай — «Зацвіла в долині»
100. О. Чухрай — «Нащо мені женитися»
101. О. Чухрай — «Не женися на багатій»
102. О. Чухрай — «Ой я свого чоловіка»
103. О. Чухрай — «У перетику ходила»
104. О. Чухрай — «Утоптала стежечку»
105. О. Чухрай — «Якби мені черевики»
106. Д. Шостакович — «Вальс» з музики до кінофільму «Перший
ешалон»(адаптація)
107. Johann Strauss — «The Beautiful Blue Danube» (адаптація)
108. О. Кунтий — «Шум ліщини»(на основі української народної пісні «Шуміла ліщина»)
109. О. Кунтий — «У садку вишневому»(на основі українських народних пісень «Ой, у вишневому садку» та «Ой, при гаю при Дунаю»)

### Складу оркестру
110. Гурт «Кино» — «В нашьіх глазах»
111. Гурт «Кино» — «Видели ночь»
112. Гурт «Кино» — «Восьмикласница»
113. Гурт «Кино» — «Группа крови»
114. Гурт «Кино» — «Закрой за мной дверь, я ухожу»
115. Гурт «Кино» — «Звезда по имени солнце»
116. Гурт «Кино» — «Камчатка»
117. Гурт «Кино» — «Когда твоя девушка больно»
118. Гурт «Кино» — «Кончится лето»
119. Гурт «Кино» — «Красно-желтие дни»
120. Гурт «Кино» — «Кукушка»
121. Гурт «Кино» — «Мама, ми все тяжело больньі»
122. Гурт «Кино» — «Муравейник»
123. Гурт «Кино»- «Нам с тобой»
124. Гурт «Кино» — «Пачка сигарет»
125. Гурт «Кино»- «Перемен»
126. Гурт «Кино»- «Песня без слов»
127. Гурт «Кино» — «Печаль»
128. Гурт «Кино» — «Последний герой»
129. Гурт «Кино» — «Спокойная ночь»

### Адаптація для Dj з оркестром
130. Krucha-kolomyyka
131. Neba-kray
132. Shchedryk
133. Skryabin
134. Гопак

### Аранжування Для хору та оркестру
135. С. Вакарчук — «Не твоя війна»
136. С. Вакарчук — «Човен»

### Аранжування та адаптація для малих форм ансамблю
137. A. Piazzolla — Fuga misterio
138. A. Piazzolla — Le grand Tango
139. A. Piazzolla — Libertango
140. A. Piazzolla — Milonda del Angel
141. A. Piazzolla — Будь-ласка
142. A. Piazzolla — Смерть янгола
143. Волинський танець
144. Д. Матвійчук — «Ватра»
145. В. Рунчак — «Гуцульська мозаїка»
146. І. Шамо — «Осіннє Золото»
147. А. М'ясковський — «Підкручу я чорніх вуса»
148. О. Герасименко — «Сповідь»
149. В. Самохвалов — Українська мозаїка
150. В. Попадюк — Українські народні мелодії
151. Д. Попічук — Українська полька
152. А. Родрігес — «Кумпарсіта»
153. Е. Балог — «Полька»
154. Д. Попічук — «Гуцулки»
155. Адамцевич — «Запоріжський марш»
156. Сл. M. Петренко Муз. Л. Александрова — «Дивлюсь я на небо»
157. Українська народна пісня — «Ой, гарна я гарна як тая горлиця»
158. Українська народна пісня — «Удовицю я любив»